# ميا خليفة
ميا خليفة (بالإنجليزية: Mia Khalifa) وتعرف أيضا ب ميا كاليستا (من مواليد 10 فبراير 1993)، هي شخصية إعلامية لبنانية-أمريكية وممثلة أفلام إباحية سابقة، وُلدت عام 1993. اشتهرت في أواخر عام 2014، عندما أثارت مشهدًا جدليًا ظهرت فيه وهي ترتدي الحجاب، ما جذب انتباهًا عالميًا واسع النطاق، وأدى إلى شهرة كبيرة رافقتها انتقادات حادة.
رغم أن مسيرتها في صناعة الأفلام الإباحية لم تتجاوز ثلاثة أشهر، فقد صُنفت خليفة في عام 2015 على أنها "الممثلة الإباحية رقم 1" على موقع بورن هاب. وفي يناير 2017، أفاد موقع إكس هامستر بأنها كانت الممثلة الإباحية الأكثر بحثًا على منصته خلال عام 2016. كما أصبحت في عام 2018 الممثلة الأكثر بحثًا على موقع بورن هاب.
بعد اعتزالها صناعة الأفلام الإباحية، عملت خليفة كعارضة أمام الكاميرا، ومنشئة محتوى على منصة "أونلي فانز"، كما خاضت تجربة التعليق الرياضي، وأطلقت في عام 2023 خطًا خاصًا من المجوهرات. وقد دافعت أيضًا عن حقوق العاملين في مجال الجنس، ووجّهت انتقادات للمساعدات العسكرية الأمريكية لإسرائيل في سياق ما وصفته بـ"نظام الفصل العنصري الإسرائيلي"، الأمر الذي أثار ردود فعل غاضبة من بعض المعلقين وأرباب العمل السابقين.

## النشأة
وُلدت ميا خليفة في بيروت، لبنان، ونشأت في كنف عائلة كاثوليكية ضمن بيئة وصفتها بأنها "شديدة المحافظة". التحقت بمدرسة خاصة ناطقة بالفرنسية في بيروت، حيث تعلمت أيضًا اللغة الإنجليزية. غادرت عائلتها لبنان عقب النزاع في جنوب البلاد، وانتقلت إلى الولايات المتحدة في عام 2001.
استقرت العائلة بعد الهجرة في مقاطعة مونتغومري بولاية ماريلاند، حيث لعبت خليفة رياضة اللاكروس خلال دراستها الثانوية. وقد ذكرت أنها تعرضت للتنمر في المدرسة بسبب كونها "أغمق بشرةً وأكثر غرابة من باقي الطلاب"، وهو ما ازداد حدة بعد هجمات 11 سبتمبر.
التحقت لاحقًا بأكاديمية ماسانتن العسكرية في مدينة وودستوك بولاية فيرجينيا، ثم تخرّجت من جامعة تكساس في إل باسو حاصلةً على درجة البكالوريوس في التاريخ. وخلال فترة دراستها الجامعية، عملت لدعم نفسها في وظائف متعددة، منها نادلة، وعارضة أزياء، و"فتاة الحقائب" في برنامج مسابقات محلي ناطق بالإسبانية يشبه برنامج Deal or No Deal.

## السيرة المهنية

### الأفلام الإباحية
دخلت خليفة مجال صناعة الأفلام الإباحية في شهر أكتوبر من عام 2014. خلال فترة عملها في مطعم الوجبات السريعة «واتبيرغر» سألها زبون عن التفكير في التمثيل والظهور في أفلام إباحية. وانتهى الأمر بخليفة التي كان عمرها 22 عاماً آنذاك لتصبح أكثر ممثلة إباحية يُبحث عنها على موقع بورن هاب مع عدد مشاهدت فاق مليون ونصف مشاهدة. وأعلن موقع بورن هاب في يوم 28 ديسمبر من نفس العام عن وصولها للمرتبة الأولى على الموقع.
تضاعفت عمليات البحث عن خليفة بمقدار خمسة أضعاف بحسب بيانات موقع بورن هاب العائدة للفترة المتراوحة ما بين يومي 3 حتى 6 يناير من عام 2015. وكانت ربع عمليات البحث هذه قادمة من لبنان، ومثلت بلدين مجاورين وهما سوريا والأردن نسبة عالية من عمليات البحث الأخرى. واختارتها مجلة «لوديد» البريطانية في شهر يوليو عام 2016 بالمرتبة الخامسة على قائمة «أشهر ممثلات الإباحية في العالم» نتيجة لجدال الحجاب الإباحي الذي أحدثته في دول العرب. وقامت شركة ألمازا لإنتاج البيرة بنشر إعلان يلمح لها. وأصدرت فرقة بوب موسيقية تدعى «تايمفلايز» أغنية بعنوان «ميا خليفة» تكريماً واحتراماً لها.
أعلن موقع «إكس هامستر» الإباحي أن ميا خليفة هي أكثر ممثلة جرى البحث عنها على الموقع لسنة 2016.
وتعد أول عربية يبرز اسمها في مواقع إباحية، وتباهيها بانتزاع اللقب من ليزا آن، عقب تقاعدها. وحلّت الأميركية من أصل لبناني ميا خليفة في المركز الأول في الموقع الجنسي بورن هاب مما أثار موجة انتقاد عارمة في الشارع اللبناني والعربي وقد ردت ميا المقيمة في ميامي بولاية فلوريدا بنشر صورة لها على إنستغرام وعلى يدها اليسرى عبارة كلنا للوطن للعلى للعلم كما غرّدت على تويتر قائلة «هل أنا المشكلة الوحيدة التي يجب على الشرق الأوسط القلق بشأنها؟ ماذا عن انتخاب رئيس للجمهورية أو احتواء داعش».

### اليوتيوب
قدمت خليفة بالاشتراك مع لاعب كرة السلة جيلبرت أريناس برنامج رياضي يومي على قناة «كومبلكس نيوز» على اليوتيوب من شهر أكتوبر 2017 حتى فبراير عام 2018.

## الجدل
لم يقتصر إعلان ميا على أنها ولدت في لبنان فقط، بل عرضت صورة على «انستغرام» تظهر وضعها وشما من كلمات النشيد الوطني على ذراعها، كما أنها راحت تكتب بالأحرف اللاتينية كلمات لبنانية ردا على عدد كبير من الشبان والرجال على موقع «تويتر» الذي تمتلك فيه نحو 41 ألف متابع.
الخبر سرعان ما تحوّل مادة للتعليقات على مواقع التواصل الاجتماعي، والأمر لصيق أولا بالدهشة التي يثيرها، وثانيا بالآراء المدينة لسلوك ميا والأخرى التي تنتصر لحرية فردية لا تعترف بالحدود. وإلى الفئة الأخيرة من المعلقين، انتمى المدون جينو رعيدي الذي كتب مقالا يدافع فيه عن خيارات ميا ويدعو إلى عدم إدانتها وإلى اعتبار ما تقوم به تعبيراً عن احتجاج في مواجهة «حكومتنا التي تغلق المواقع الإباحية»، وفي مواجهة زمن «داعش» المتزمت.

## حياتها الخاصة
في عام 2015، ذكرت ميا خليفة أنها لم تعد كاثوليكية متدينة.

### عائلتها
عبرت عائلة ميا خليفة الأميركية ذات الأصل اللبناني عن أسفها لما يُتداول عن تصرفاتها اللاأخلاقية بعد تصدرها المركز الأول على موقع "بورن هاب". وأصدرت العائلة بياناً أكدت فيه عدم رضاها عن تصرفاتها التي لا تتماشى مع مبادئهم. وجاء في البيان: "نحن قد ندفع ضريبة الاغتراب والبعد عن وطننا، حيث يندمج أبناؤنا في مجتمعات تختلف عن بيئتنا وثقافتنا وعاداتنا. لذلك نؤكد أننا غير مسؤولين عن تصرفاتها التي لا تعكس إيمان عائلتها أو تربيتها أو جذورها اللبنانية الأصيلة. نأمل أن تعود عن هذا الطريق، كما يعود الابن الشاطر، فصورتها لا تليق بعائلتها ولا بوطنها الأم لبنان". من جانبه، أعلن زوج ميا خليفة أنه يعتبر عمل زوجته مجرد مهنة، وأنه يرى أنها تضحي بمستقبلها وتؤدي عملاً شريفاً من أجل تأمين لقمة العيش لهما.

### التهديدات
أثارت ميا غضب كثيرين وتلقت تهديدات بالقتل بمواقع التواصل الاجتماعي حيث لها ما يُقارب مليونين مُتابع بتويتر، وجاء في صفحة «أقتل ميا خليفة» تحمل رسالة مزعومة من «تنظيم الدولة الإسلامية» المعروف بـ«داعش» «جئناك بالذبح... سنذبحك انتظرينا».

## وصلات خارجية
- ميا خليفة على موقع IMDb (الإنجليزية)
- ميا خليفة على موقع روتن توميتوز (الإنجليزية)
- ميا خليفة على موقع ميوزك برينز (الإنجليزية)
- ميا خليفة على موقع قاعدة بيانات الفيلم (الإنجليزية)
- ميا خليفة على موقع كينوبويسك (الروسية)
- الموقع الرسمي
- ميا خليفة على قاعدة بيانات الأفلام الإباحية على الإنترنت
- ميا خليفة على قاعدة بيانات أفلام البالغين